# Konkurencja międzygatunkowa

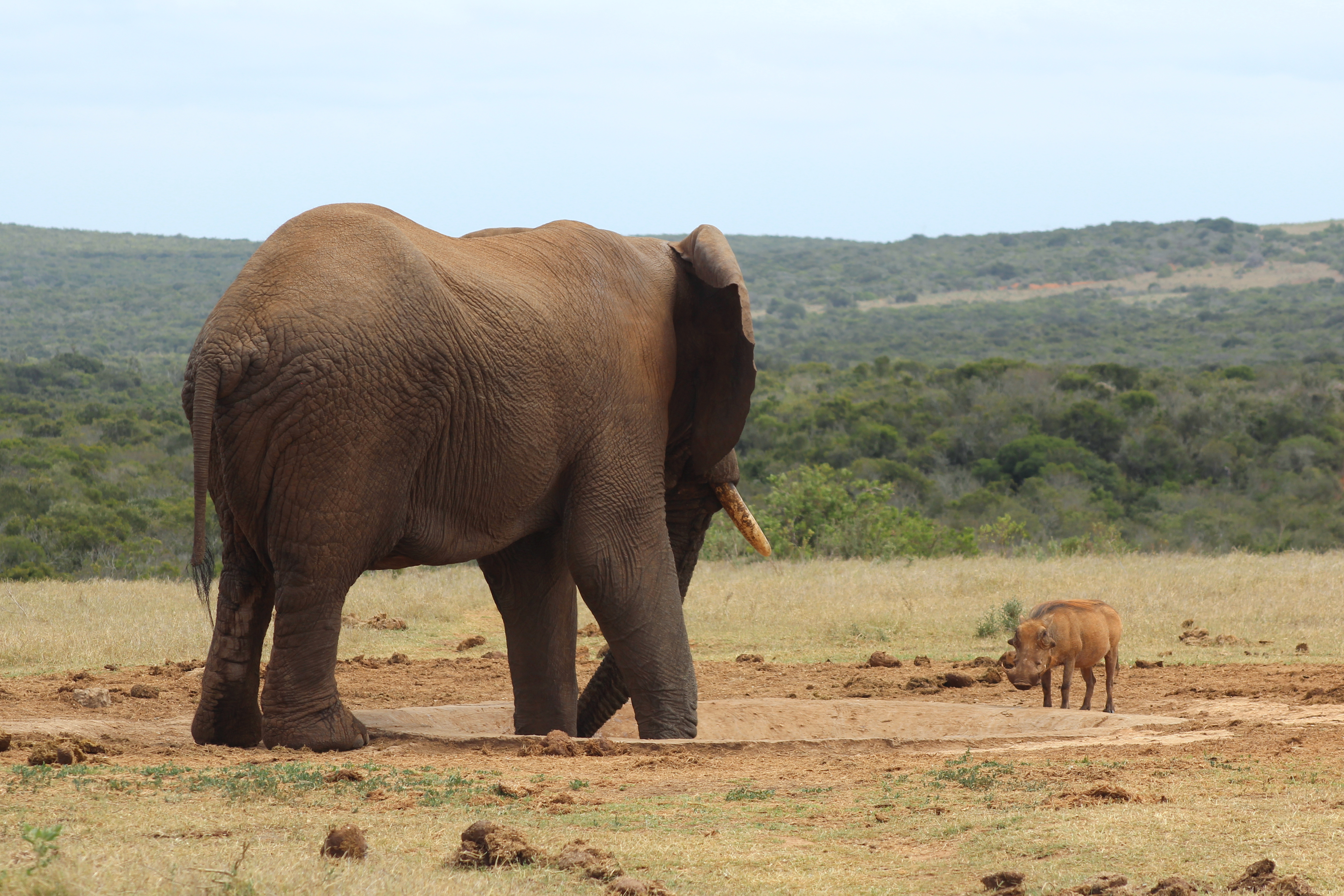
Słoń afrykański i guziec rywalizują o miejsce przy wodopoju

Konkurencja międzygatunkowa – typ konkurencji ekologicznej – zależność polegająca na ubieganiu się co najmniej dwóch gatunków o czynniki niezbędne do życia, które występują w ograniczonej ilości.
Konkurencja międzygatunkowa zwykle prowadzi do różnicowania nisz ekologicznych konkurentów. Jeżeli nisze ekologiczne pokrywają się, silniejszy konkurent może doprowadzić do wyeliminowania słabszego.